# Pościg
Pościg (ang. pursuit) – natarcie na wycofującego się przeciwnika; ta forma natarcia ma na celu uchwycenie terenu, odcięcie lub pokonanie wycofujących się wojsk przeciwnika. Może on być efektem pomyślnego rozwijania powodzenia, gdy przeciwnik utracił zdolność skutecznego stawiania oporu. 

## Charakterystyka pościgu
Pościg to forma działań zaczepnych. Zależnie od skali i osiąganych celów rozróżnia się pościg taktyczny, operacyjny i strategiczny. Stosuje się go w celu rozbicia wycofujących się wojsk przeciwnika i uniemożliwienia im zorganizowanego przejścia do obrony na dogodnych rubieżach w głębi. Organizuje się go w wypadku uzyskania powodzenia w natarciu i stwierdzenia prób wychodzenia wojsk przeciwnika z walki. Po zaobserwowaniu oznak wycofywania się, nacierające wojska przechodzą do pościgu, uniemożliwiając przeciwnikowi oderwanie się. Szeroko przy tym wykorzystuje się taktyczne desanty powietrzne, grupy desantowo-szturmowe oraz oddziały wydzielone. Efekty pościgu uzależnione są od inicjatywy podwładnych, dążeniu do uprzedzenia przeciwnika oraz działania bez przerw taktycznych. Jest on tą formą natarcia, w której w sposób szczególny uwidacznia się potrzeba stosowania zasady aktywności i ciągłości walki.

## Rodzaje pościgu
- czołowy

ma miejsce wówczas, gdy ścigające pododdziały maszerują w ślad za odchodzącym przeciwnikiem po jego drogach wycofania, wiążą walką jego ubezpieczenia tylne i pododdziały osłonowe, dążąc jednocześnie do zdecydowanego uderzenia na wycofujące się siły główne, nie dopuszczają do oderwania się ich od ścigających wojsk. Taka forma pościgu może być mało skuteczna, nie gwarantuje wyjścia na drogi odwrotu przeciwnika i całkowitego jego pokonania.
- równoległy

polega na ściganiu przeciwnika równolegle do kierunku jego ruchu w celu wyprzedzenia go oraz wyjścia na drogi jego odwrotu, a tym samym zapewnienie szybkiego zniszczenia go w walce.
- kombinowany

łączy elementy pościgu czołowego i równoległego. Pododdziały ścigające przeciwnika czołowo wiążą w walce jego siły, pozbawiając ich swobody działania;  wydzielone siły do prowadzenia pościgu równoległego wychodzą na skrzydła i czoło sił głównych przeciwnika, odcinają im drogi odwrotu, stwarzając tym samym warunki do ich okrążenia i całkowitego zniszczenia.